# 유전

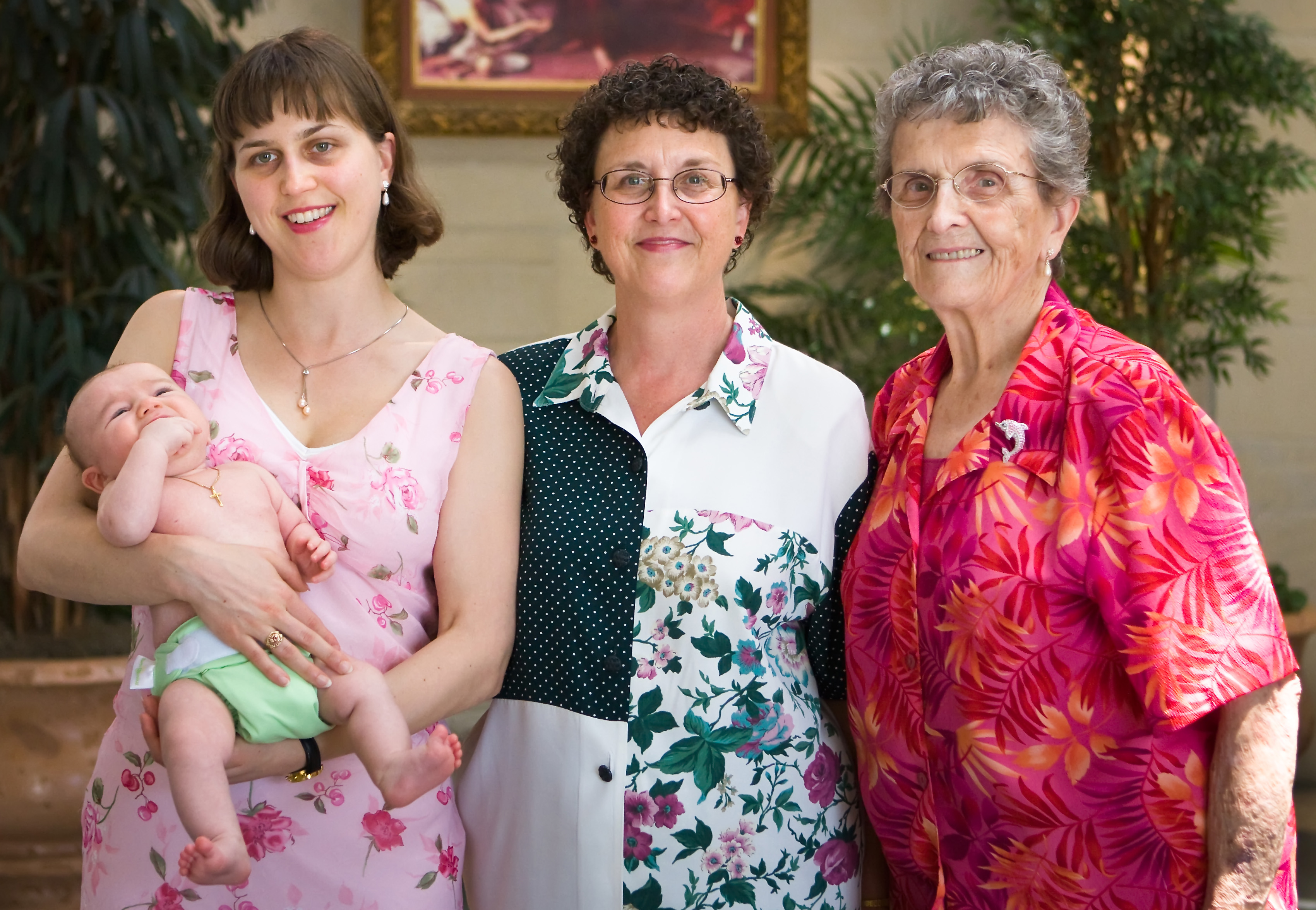
4세대가 함께한 사진
(홍채, 피부, 머리카락의 색은 유전된다.)

유전(遺傳, 영어: heredity)은 부모의 유전형질이 자손에게 전달되는 것이다. 생물학적 유전이라고도 불린다. 무성 생식이나 유성 생식을 통해 자손 세포나 유기체는 부모의 유전 정보를 얻는다. 유전을 통해 개인 간의 변이가 축적될 수 있으며 자연 선택에 의해 종의 진화가 발생할 수 있다. 생물학에서 유전에 대한 연구는 유전학이다.

## 개요
새롭게 태어나는 자식 세대는 부모로부터 유전형질을 물려받는다. 유전형질에는 홍채나 피부, 머리카락의 색 같은 것들부터 혈액형과 같은 특성, 혈우병과 같은 유전병 등이 있다.
생물의 유전 정보가 담겨 있는 것은 DNA이다. 원핵생물은 별도의 세포핵이 없어 세포질에 DNA가 부유하나, 진핵생물은 세포핵 내의 염색체에 DNA가 있다. 바이러스의 경우에는 RNA가 DNA의 역할을 대신하기도 한다.
생물은 세포의 분열 과정에서 DNA를 복제하여 자신의 유전 정보를 자손에게 넘겨주게 된다. 생물이 다음 세대를 재생산하는 생식에는 성별의 구분이 없는 무성생식과 암·수가 구분되는 유성생식이 있다. 무성생식은 체세포의 분열을 통해 유전형질이 전달되며, 유성생식은 암·수 각자의 감수분열에 의해 만들어지는 정자와 난자가 수정되어 새로운 개체로 발생한다. 결국 유전이란 생식을 통해 유전형질이 전달되는 것이다.
DNA 복제 과정에서 드물게 자식들이 부모의 유전자와 다른 유전자를 갖게 되는 돌연변이가 발생한다. 돌연변이는 대립형질의 발생과 진화의 원인이 된다.

## 유전 기제

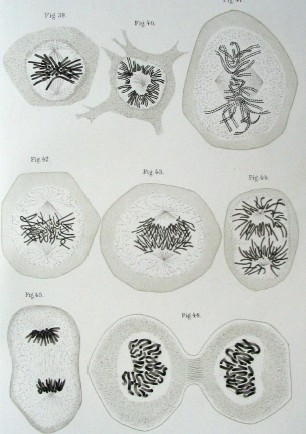
세포의 분열

### 유전자 복제
모든 유전 현상은 DNA 복제를 통한 유전형질의 전달을 기반으로 한다. 체세포 분열로 유전형질을 전달하는 생식인 무성생식에서는 자신의 DNA를 그대로 복제하여 자손에게 물려준다. 그러나, 유성생식에서는 유전자 재조합을 거쳐 대립형질을 섞은 후 감수분열을 통해 생식세포를 만들기 때문에 보다 복잡한 과정을 거친다.
유성생식이 이렇게 복잡한 과정을 거쳐 유전형질을 자식 세대로 물려주게끔 진화한 것의 이점을 설명하는 이론으로는 멀러의 깔쭉톱니 가설이 있다. 즉, 무성생식을 계속할 경우 해로운 돌연변이가 누적되어 결국 종의 생존에 악영향을 미칠 수 있다는 것이다.

### 형질의 발현
유전자에 의해 전달되는 유전형질이 생물 발생의 모든 것을 결정하는 것은 아니다. 생물이 실제 발생하고 생장하면서 나타나는 특징인 발현형질은 유전형질 자체의 특징과 환경의 영향을 받는다.

#### 우성과 열성
유전형질 자체의 특징으로 인한 것으로는 멘델의 유전법칙에서 정립된 우성과 열성이 대표적이다. 우성 유전인자와 열성 유전인자가 짝을 이룰 경우 우성 인자만이 발현특징으로 나타나고 열성 인자는 나타나지 않는다. 그러나 발현되지 않은 열성 인자 역시 다음 세대로 유전된다. 우성과 열성에는 멘델의 유전법칙과 같이 하나의 유전자 자리에 한 가지 유전인자만이 배치되어 독립의 법칙을 따르는 경우도 있으나, 한 유전자 자리에 다수의 유전인자가 선택적으로 들어서는 양적 형질 위치를 가질 수도 있다.
| 구분 | 구분 | 부   | 부   | 부  |
| 구분 | 구분 | A    | B    | O   |
| 모   | A    | AA   | AB   | AO  |
| ---- | ---- | ---- | ---- | --- |
| 모   | A    | A형  | AB형 | A형 |
| 모   | B    | AB   | BB   | BO  |
| 모   | B    | AB형 | B형  | B형 |
| 모   | O    | AO   | BO   | OO  |
| 모   | O    | A형  | B형  | O형 |

대표적인 양적 형질 위치에 따른 우성과 열성의 발현은 인간의 혈액형을 들 수 있다. ABO 혈액형에서는 A형 인자와 B형 인자가 같은 유전자 자리에 선택적으로 들어서는 우성이고 O형 인자는 열성이다. 그 결과 왼쪽의 표와 같이 양쪽 부모로부터 O형 인자를 물려받는 경우에만 O형 혈액형이 발현하고, 그렇지 않을 경우 AA와 AO는 모두 A형으로 BB와 BO는 모두 B형으로 AB는 AB형으로 발현한다.
왼쪽의 표는 혈액형 발현의 우열만을 가리킬 뿐 실제 인구 분포에서의 혈액형을 뜻하지는 않는다. 실제 인구 분포에서의 혈액형은 지역 사회별로 특정 혈액형에 편향되는 경우가 있다. 예를 들어 혼혈이 아닌 페루의 원주민은 모두 O형 혈액형을 가지고 있다.
우성과 열성의 중간쯤 되는 것으로 불완전 우성(incomplete dominance)이 있다. 이는 유전자간의 우열관계가 일정하지 않아 중간 형질이 나타나거나, 다른 유전자의 영향을 받아 여러 가지 우성, 또는 열성의 형질이 나타나는 현상이다.

#### 환경의 영향
발현형질은 유전자의 특성뿐만 아니라 환경의 영향을 받는다. 대부분의 파충류는 별도의 성 염색체가 없어 알이 놓인 온도에 따라 암수로 발생한다. 거북은 대개 따뜻한 곳에 낳은 알이 암컷이 되고 응달의 알은 수컷이 된다. 미국산 악어는 반대로 따뜻한 곳의 알이 수컷이 된다.
포유류의 경우 X 염색체, Y 염색체와 같은 성 염색체에 의해 수정 단계에서 성별이 결정된다. 그러나 포유류 역시 샴 고양이의 온도 민감성 돌연변이와 같이 환경에 의해 발현형질이 달라질 수 있다.

## 미토콘드리아
미토콘드리아는 세포 호흡에 필수적인 세포 소기관이다. 미토콘드리아는 세포가 필요로 하는 대부분의 ATP를 공급하며 세포안에서 생성되는 단백질 가운데 13 종은 미토콘드리아에 의해서 조절된다. 미토콘드리아에는 세포핵의 DNA와는 다른 별도의 DNA가 존재한다. 그런데 수정의 과정에서 정자는 세포핵에 있는 유전 정보만을 난자로 전달하고 다른 부분은 분해되어 버린다. 따라서 자식 세대에는 난자의 미토콘드리아만이 유전되고 정자에 있는 미토콘드리아는 전달되지 못하기 때문에, 결과적으로 미토콘드리아가 갖는 DNA는 모계를 통해서만 유전된다.
미토콘드리아의 모계 유전은 진화의 과정을 보다 단순하게 파악할 수 있게 해주기 때문에 진화인류학과 같은 학문에서는 인간의 진화를 역추적하기 위한 단서로서 사용된다.

## 같이 보기
- 유전학
- 사람
- 라마르크주의
- 혼합 유전